# Nicasio Pajarito González

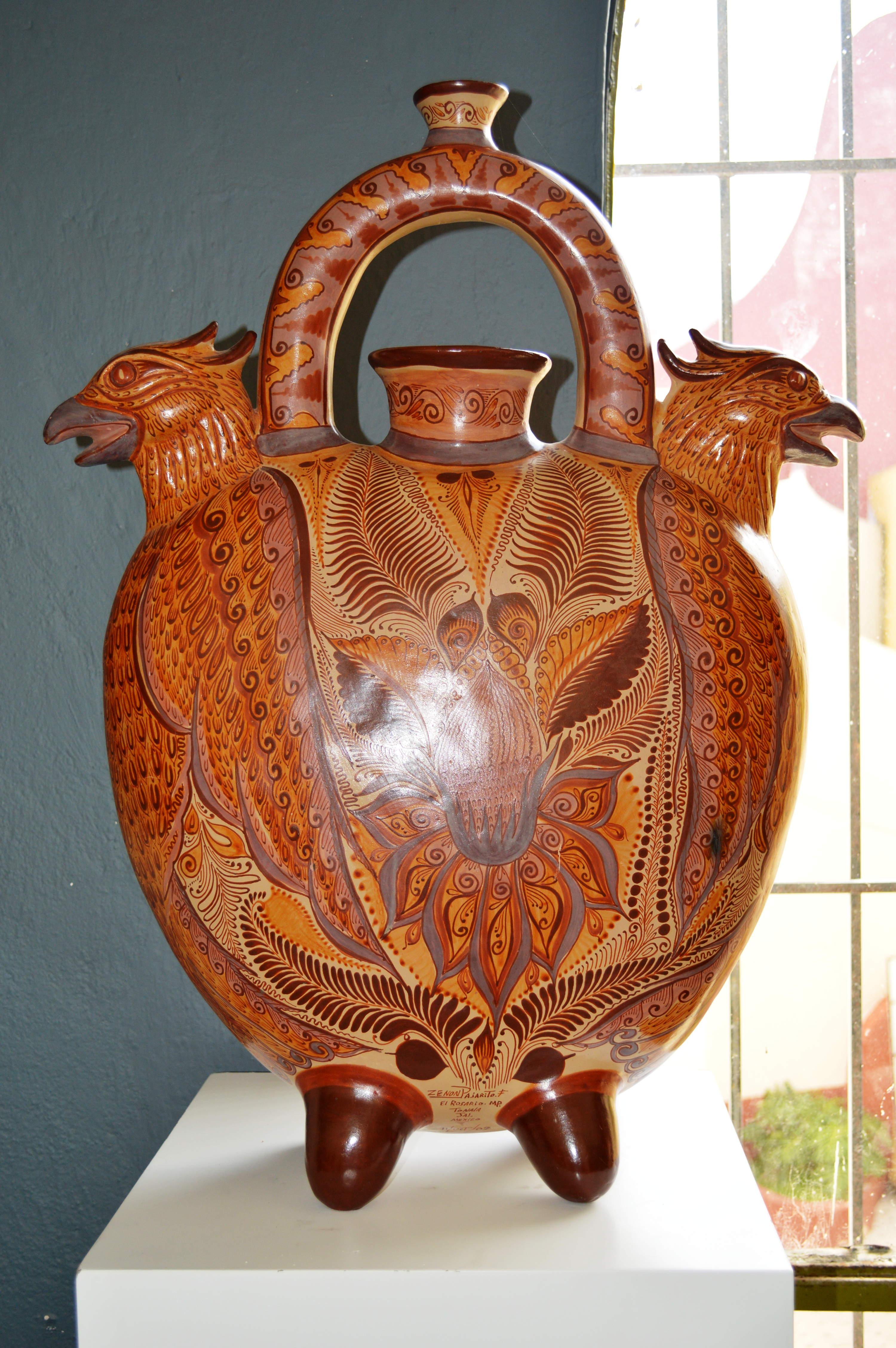
Recipiente con estilo canelo hecho por la familia de Pajarito en el Museo Nacional de la Cerámica.

Nicasio Pajarito González (nacido el 13 de octubre de 1935 y murió el 20 de septiembre de 2020) fue un alfarero mexicano de Tonalá, Jalisco, conocido por su obras de canelo.
Pajarito González, con una carrera de más de 50 años, ha trabajado con arcilla casi toda su vida. Pajarito trabaja con los estilos regionales de bruñido y canelo, pero es principalmente reconocido por este último. Continúa trabajando en su taller de trabajo junto con sus hijos Zenón e Isabel, quienes aprendieron el oficio observándolo hacer platones, largas jarras adornadas en el exterior llamadas tibores, jarros y dispensadores en forma de toros y caballos.
Las piezas son hechas principalmente de una mezcla de arcilla blanca de un pueblo llamado Rosario y de arcilla negra de Tateposco, mezcladas en la misma proporción. También se hacen piezas con arcilla roja de distintos lugares. Los niños hacen la mayoría del trabajo previo, limpiando, mezclando y humedeciendo la arcilla para moldear, lo que incluye sacar las burbujas de aire de la arcilla pisándolas fuertemente con el pie. Las piezas complicadas son hechas con una mezcla de moldeado y modelado, alisando las coyunturas con una piedra. La pieza es cubierta con una arcilla rojiza y dejada al sol para secarse. Luego, este proceso es repetido. Pajarito González considera que las mezclas de arcillas son un reflejo de la herencia mestiza de México.
Las piezas son decoradas con colores tierra, generalmente entre tipo canela hasta algo rojizo después de cocerse. La familia de Pajarito crea sus propias pinturas usando la misma arcilla que la de las piezas, aunque en ocasiones les agregan otros pigmentos minerales. También crean sus propias brochas con el pelo de varios animales. Los elementos decorativos más grandes son pintados antes para luego añadir los detalles finales. Muchos de los diseños son únicos de la familia e incluyen flores, grecas y hojas de palmera. Cuando están secos, los colores permanecen al pulir la pieza con gran fuerza y cerrando los poros. Luego la pieza es cocida en un horno de madera por tres horas para obtener un color y brillo como el de la canela. Esta técnica de pulir y cocer sólo una vez es alusivo a la cerámica prehispánica.
Ha exhibido su trabajo en el Museo Nacional de la Cerámica en Tonalá y ha recibió varios premios tanto en México como en el extranjero, incluyendo el galardón presidencial en 2002 del Premio Nacional de la Cerámica en Tlaquepaque.  En 2001, fue nombrado "Gran maestro" por el Fomento Cultural Banamex.
En 2012 se unió con otros reconocidos artesanos de Tonalá para fundar la Galería de los Tesoros del Arte Tonalteca en esa ciudad.